# Северная Аньва

Северная Аньва — река в России, протекает в Гайнском районе Пермского края. Устье реки находится в 3,8 км по левому берегу реки Южная Аньва. Длина реки составляет 10 км.
Исток реки на Северных Увалах близ границы с Республикой Коми. Река течёт на юго-восток по ненаселённому, заболоченному лесному массиву. Впадает в Южную Аньву в 3,8 км выше впадения самой Южной Аньвы (Аньвы) в Утьву.

## Данные водного реестра
По данным государственного водного реестра России относится к Камскому бассейновому округу, водохозяйственный участок реки — Кама от истока до водомерного поста у села Бондюг, речной подбассейн реки — бассейны притоков Камы до впадения Белой. Речной бассейн реки — Кама.
По данным геоинформационной системы водохозяйственного районирования территории РФ, подготовленной Федеральным агентством водных ресурсов:
- Код водного объекта в государственном водном реестре — 10010100112111100001792
- Код по гидрологической изученности (ГИ) — 111100179
- Код бассейна — 10.01.01.001
- Номер тома по ГИ — 11
- Выпуск по ГИ — 1